# 테살로니카 왕국
 테살로니카 왕국은 1204년부터 1224년까지 테살리아를 기반으로 했던 십자군 국가이다. 1224년 에페이로스 공국의 테오도로스 콤네노스 두카스에게 멸망하였다.

## 역사
제4차 십자군의 결과로 비잔티움 제국이 일시적으로 멸망하고, 십자군에 참여한 기사와 제후들이 새로운 황제로 플랑드르 백작 보두앵을 선출했다. 이에 보니파치오는 스스로 자신의 군대를 이끌고 테살리아 일대를 점령, 테살로니카 왕국을 선포하고 자신을 보니파키오스 1세(또는 보니파키우스 1세)로 선포한다. 그와 그의 아들 데메트리우스 1세 시대에 왕국은 아카이아와 펠로폰네소스반도의 십자군 국가들의 종주국이 되었고, 니케아 제국, 라틴 제국, 제2차 불가리아 제국 등과 경쟁하였다.
그러나 테오도로스 콤네노스 두카스의 통치 시대에 강력해진 에페이로스 공국은 왕국을 여러번이나 공략, 그때마다 승리를 거두어 1224년 수도 테살로니카가 함락되어, 데메트리오스 1세가 도시를 탈출하여 왕국은 멸망했다. 이후 명의직인 왕국의 왕위는 1320년까지 계속되었다.

## 왕국의 군주

### 실질적인 군주들
- 보니파키우스 1세(1204-1207)
- 데메트리우스 1세(1207-1224)

### 대립 군주들
- 오베르토스(1207-1209)
- 유스티누스(1209-1216)

### 명의 군주

#### 몬페라토 공작가
- 데메트리우스 1세(1224-1230)

#### 호엔슈타우펜 가문
- 페데리쿠스(1230-1239)

#### 몬페라토 공작가
- 보니파키우스 2세 (1239–1253)
- 굴리엘무스(1253-1266)

#### 부르고뉴 공작가
- 우고 1세 (1266-1271)
- 로베르투스 (1273-1305)
- 우고 2세 (1305-1313)
- 루도비쿠스 1세 (1313-1316)
- 에우데스 (1316–1320)

#### 부르봉 가문
- 루도비쿠스 2세 (1320)